# So I Thought
«So I Thought» es la pista nº 11 del primer álbum de Flyleaf.

## Significado de la canción
"No sé de ustedes chicos pero yo cometí muchos errores en mi vida. Lastimé a mucha gente y fuñi lastimada por mucha gente. Hay muchos tipos por ahí que realmente maltratan a chicas, y muchas chicas por ahí que maltratan a los chicos. Rompí promesas que le hice a la gente que amo, a Dios y a todo. Fui horrible y el punto es que si fuiste estropeado y cometitste errores no significa que tenes que ser atornillado, o que tu visa está arruinada y no tenés valor. Esto significa que podes comenzar, solo tenes que tomar esa decision por vos mismo. Esto es lo que pienso cuando canto la Canción.".-Lacey